# Guilherme de Norwich
Guilherme de Norwich (Norwich, 1132? – Norwich, Março de 1144) ou William de Norwich foi um garoto inglês cuja morte teve a culpa atribuída à comunidade judaica da cidade de Norwich, no primeiro exemplo medieval de um libelo de sangue contra judeus.
Logo após sua morte foi considerado um mártir local. O seu culto foi mais tarde suprimido.